# پرچم‌های قاره اقیانوسیه
تصویر پرچم‌های ملی اقیانوسیه.

## استرالیا

پرچم استرالیا همچنین ببینید: فهرست پرچم‌های استرالیا
پرچم جزیره کریسمس (استرالیا)
پرچم جزایر کوکوس (استرالیا)
پرچم جزیره نورفولک (استرالیا)
پرچم غیررسمی
جزیره لرد هوو  * بخشی از نیو ساوت ولز

## ملانزی

پرچم تیمور شرقی
پرچم فیجی
پرچم اندونزی
پرچم کالدونیای جدید (فرانسه)
پرچم پاپوآ گینه نو
پرچم فیلیپین
پرچم جزایر سلیمان
پرچم وانواتو

## میکرونزی

پرچم گوآم (ایالات متحده آمریکا)
پرچم کیریباتی
پرچم جزایر مارشال
پرچم جزایر ماریانای شمالی (ایالات متحده آمریکا)
پرچم ایالات فدرال میکرونزی
پرچم نائورو
پرچم پالائو

### ارکان ایالات فدرال میکرونزی

پرچم چیوک
پرچم کشرائی
پرچم یاپ

## پلی‌نزی

پرچم ساموآی آمریکا (ایالات متحده آمریکا)
پرچم جزایر کوک (نیوزیلند)
پرچم پلی‌نزی فرانسه (فرانسه)
پرچم هوائی (ایالات متحده آمریکا)
پرچم نیوزیلند همچنین ببینید: فهرست پرچم‌های نیوزیلند
پرچم نیووی (نیوزیلند)
پرچم جزایر پیت‌کرن (بریتانیای کبیر)
پرچم جزیره ایستر/راپا نوئی/ایسلا د پاسکوآ (شیلی)
پرچم ساموآ
پرچم توکلائو (نیوزیلند)
پرچم تونگا
پرچم تووالو
پرچم غیررسمی والیس و فوتونا (فرانسه)

### ارکان پلی‌نزی فرانسه

پرچم جزایر گامبیر
پرچم تواموتس آرچیپلاگو
پرچم جزایر مارکیساس
پرچم جزایر آسترال

### سرزمین‌های نیوزیلند

پرچم جزایر چتهام (غیررسمی)

## جزایر کوچک دور از مرکز ایالات متحده آمریکا در اقیانوس آرام

پرچم جزایر میدوی (غیررسمی)
پرچم جزیره مرجانی پالمیرا (غیررسمی)
پرچم جزیره ویک (غیررسمی)